# Listohlod žahavkový
Listohlod žahavkový (Phyllobius pomaceus) je brouk z početné čeledi nosatcovití (Curculionidae). Velmi bohatá čeleď nosatcovitých (Curculionidae), zahrnuje přes 1080 druhů rozdělených do 180 rodů. Ve střední Evropě je zastoupena asi 25 druhy, vesměs nesnadno rozlišitelnými.

## Popis
Brouci jsou 7–10 mm dlouzí a mají relativně silně zaoblené tělo. To je rovněž ve spodní části pokryto modrozelenými nebo zelenými, velmi dlouhými šupinami. Tykadla a nohy jsou hnědé, vzácně červené. Jemně strukturovaný tečkovaný štít, je vepředu kruhovitě zakončen a nese centricky hladkou podélnou čáru. Krovky (elytrae) mají u samečků téměř rovnoběžné podélné rýhy, u samic jsou vzadu širší než v přední části těla a zřetelné rýhy mají s podlouhlými tečkami. Široké prohlubně jsou ploché. Na konci krovkového švu, mají imaga více chloupků. Stehna (femur) všech párů nožek mají široký, špičatý trn.
Od jiných v Česku žijících listohlodů podrodu Metaphyllobius, mohou být druhy s tmavým obrvením krovek odlišovány (promíchání mezi přilehlými šupinami) – toto je u jiných druhů podstatně delší, u druhu Phyllobius pilicornis zrovna tak dlouhé, jako u druhu Phyllobius glaucus a Phyllobius maculatus dobře zřetelné nejlépe při bočním pohledu. U listohloda žahavkového samotného jsou velmi nejasné a viditelné pouze při podrobném zkoumání u odpadnuté krovky. Další druhy podrodu žijí na živých dřevinách.
Možná záměna: Phyllobius glaucus (Scopoli, 1763) 

## Stanoviště
Listnaté i smíšené lesy, zanedbané parky, velké a staré zahrady, apod. Malé larvy ožírají tenké kořínky, později však mohou způsobit i citelné škody překousáním silnějších kořenů zejména u hospodářských rostlin. K zavrtání připravené larvy přezimují v půdě, imaga vylézají brzy na jaře a nacházíme je na jejich hostitelských rostlinách, především na kopřivě (Urtica dioica), ale můžeme jej nalézt také na jahodách nebo konopí. Larvy se vyvíjejí na kořenech kopřiv i jiných rostlin.

## Rozšíření
Tento druh je rozšířený v převážné části Evropy a na sever až po střední Skandinávii, je také běžný na britských ostrovech. Dále se vyskytuje v Asii až po Sibiř. Ve střední Evropě je tento druh běžný.

## Ochrana
Není zákonem chráněný. Hojný až velmi hojný.

## Taxonomie
Druh byl zařazen k podrodu (Metaphyllobius), který ve střední Evropě zahrnuje čtyři druhy (další najdeme na Kavkaze). O statusu a identitě západoasijského, východoevropského až po středoevropské rozšíření u rodu Phyllobius fessus (Boheman, 1843) se již dlouho diskutovalo, dnes je to patrné z původního zařazení jako poddruh Phyllobius pomaceus fessus. To, co mnozí autoři nyní označují jako Phyllobius fessus, platilo jako samostatný druh Phyllobius maculatus, (Tournier, 1880).
Druhové jméno urticae, které bylo pro tento rod ustanoveno a po mnoho desetiletí užíváno je nyní považováno za synonymum: Curculio urticae (Scopoli, 1763). Pro účely současného druhu byl De Geerem v roce 1775 zaveden název Phyllobius urticae, ale vzhledem k dřívějšímu popisu (1763) Scopolim není tento používán.